# Фронт коммунистической молодёжи (Италия)
Фронт Коммунистической Молодежи (итал. Fronte della Gioventù Comunista, FGC) — Коммунистическая молодежная организация основанная в 2012. ФКМ определяет себя, как «революционную организацию молодых рабочих, студентов и безработных, которые ведут борьбу против капитализма с целью построения социалистического общества».
ФКМ придерживается революционной программы и декларирует марксизм-ленинизм. Своей целью ФКМ считает уничтожение капитализма и преобразование Италии в социалистическое государство. ФКМ высоко ценит опыт социалистических стран и в частности Советского Союза в период до Хрущёва (то есть сталинизма). ФКМ также требует одностороннего выхода Италии из ЕС и НАТО.
В 2015 ФКМ стал членом Всемирная федерация демократической молодёжи.
C 2016 до 2020 года ФКМ был молодёжной организацией Коммунистической партии. Однако в марте 2020 году разорвал отношения с Компартией, обвинив руководство в оппортунизме и индивидуализме, и уже в ноябре основал свою партию Коммунистический фронт (итал. Fronte Comunista).